# دانتي ماريني
دانتي ماريني (بالإنجليزية: Dante Marini)‏ (21 يوليو 1992 في الولايات المتحدة - ) هو لاعب كرة قدم أمريكي في مركز الوسط. لعب مع تشارلستون بيتري وريدينغ يونايتد إيسي.

## وصلات خارجية
- دانتي ماريني على موقع قاعدة بيانات كرة القدم.إي يو (الإنجليزية)